# Rupicapra
Genre
Ce genre comprend deux espèces de chamois :
- Rupicapra pyrenaica (Bonaparte, 1845) - Isard (chamois des Pyrénées)
- Rupicapra rupicapra (Linnaeus, 1758) - chamois (chamois des Alpes)

Le chamois est un agile grimpeur, il peut effectuer des bonds de 2 m de haut et 6 m de long. Mais malgré ses talents d'acrobate, il préfère fréquenter les parois moins abruptes que son cousin le bouquetin. En hiver il descend dans les forêts pour manger des mousses, du lichen et des brindilles.
Ce genre, d’origine asiatique, serait arrivé en Europe du Sud-Ouest il y a 400 000 à 250 000 ans, à la fin de la glaciation de Mindel.